# Hangangno-dong
Hangangno-dong là một dong, phường của Yongsan-gu ở Seoul, Hàn Quốc.

## Giáo dục
- Trường tiểu học Seoul Hangang[4]
- Trường tiểu học Seoul Yongsan[5]
- Trường phổ thông công nghệ Yongsan[6]

## Vận chuyển
- Ga Yongsan của Tuyến Seoul  1 và Jungang và KTX
- Ga Samgakji của Tuyến Seoul 4 và Tuyến Seoul 6
- Ga Sinyongsan của Tuyến Seoul 4
- Ga Ichon của Tuyến Seoul 4 và Jungang

## Liên kết
- (tiếng Anh) Trang chính thức Yongsan-gu
- (tiếng Hàn) Trang chính thức Yongsan-gu
- (tiếng Hàn) Trang văn phòng dân cư Hangangno 1-dong Lưu trữ ngày 15 tháng 10 năm 2004 tại Wayback Machine